# توناکی، اوکیناوا
توناکی، اوکیناوا (به لاتین: Tonaki, Okinawa) یک منطقهٔ مسکونی در ژاپن است که در استان اوکیناوا واقع شده‌است. توناکی ۴۰۶ نفر جمعیت دارد.